# André Bahier
Pour les articles homonymes, voir Bahier.
André Bahier est un homme politique français né le 11 septembre 1887 à Saint-Brieuc (Côtes-d'Armor) et décédé le 8 décembre 1967 à Paris 18e.
Avoué à Ploërmel, il est député du Morbihan de 1928 à 1932, inscrit au groupe des Démocrates progressistes. C'est un député très actif dans les débats et à la commission de la législation civile.